# Paralacydes flavicosta
Paralacydes flavicosta là một loài bướm đêm thuộc phân họ Arctiinae, họ Erebidae.